# Kaple svatého Kříže (Pelhřimov)
Kaple svatého Kříže, známá též jako kostel Nalezení svatého Kříže nebo kaple Kalvárie, je novogotická stavba stojící od roku 1886 na návrší severozápadně od historického centra Pelhřimova. Kaple je chráněna jako Kulturní památka České republiky.

## Historie
Na návrší, dnes obecně zvaném Kalvárie, severozápadně od centra města stála od roku 1671 malá církevní stavba. Podnět k jejímu vybudování dal tohoto roku pelhřimovský měšťan a radní Jan Kryštof Blažejovský se svou manželkou. Inspirací k jejímu vybudování mu byly v Evropě i u nás tehdy velmi rozšířené kalvárie a kaple Božího hrobu. Raně barokní kaple se skládala z malé předsíně, kaple a vlastního Kristova hrobu. V této podobě existovala do poloviny 18. století. Příval poutníků však způsobil, že roku 1750 byla kaple s Božím hrobem rozšířena o kostel s věží. Za josefinských reforem byl barokní kostelík zrušen, zkáze však unikl, protože byl zakoupen soukromníkem. Nicméně nedostatečně udržován, postupně chátral. K devastaci stavby přispělo i to, že v jejím nejbližším okolí se stavěla nová silnice do Vlásenice, takže část návrší, na němž kostelík stál, byla až téměř k jeho západní zdi odstraněna. Stav budovy byl postupem času natolik špatný, že se roku 1865 městská rada usnesla, aby byl starý objekt zbořen a na jeho místě vystavěn nový.

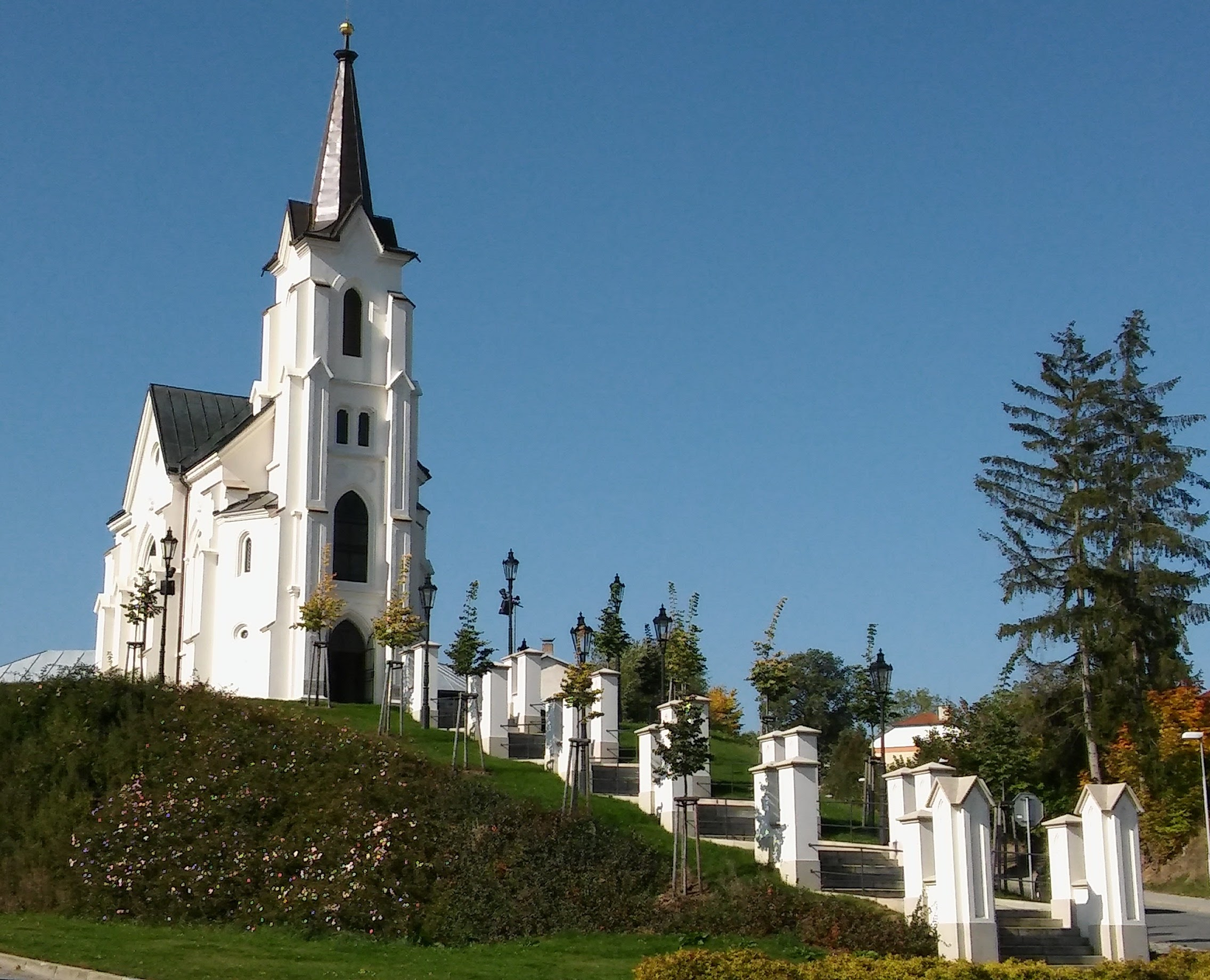

Peníze na novou stavbu sbíral tehdejší pelhřimovský děkan Vojtěch Holý několik let. Podařilo se a z několika návrhů vyšel vítězně projekt místního stavitele Josefa Šlechty. Stavba kaple v novogotickém slohu na podélném půdorysu s věží obrácenou k městu pak trvala tři roky a kaple byla slavnostně vysvěcena 18. července 1886.
Od 2. poloviny 20. století však kaple znovu chátrala. V 80. letech došlo jen k nejnutnějším opravám a teprve po převedení kaple do majetku města v roce 2012 se přistoupilo k důkladné rekonstrukci. Během oprav věže našli dělníci schránku s listinami z roku 1883 a také z roku 1928. O objevu zajímavých dobových dokumentů byla natočena rozhlasová reportáž. Kaple se dočkala i nových vitrážových oken, na jejichž obnovu přispěly soukromé osoby. Jejich jména jsou pak na jednotlivých oknech uvedena. Od roku 2015 slouží prostor kaple ke kulturním účelům (výstavy, koncerty) a svatebním obřadům. Při rekonstrukci kaple bylo obnoveno také schodiště s křížovou cestou.